# Округ Паушик (Ајова)
Паушик (енгл. Poweshiek County) је округ у америчкој савезној држави Ајова.

## Демографија
По попису из 2010. године број становника је 18.914, што је 99 (0,5%) становника више него 2000. године.
| Група             | 2000.          | 2010.          |
| Белци             | 18.096 (96,2%) | 17.705 (93,6%) |
| Афроамериканци    | 103 (0,5%)     | 220 (1,2%)     |
| Азијати           | 202 (1,1%)     | 260 (1,4%)     |
| Хиспаноамериканци | 226 (1,2%)     | 456 (2,4%)     |
| Укупно            | 18.815         | 18.914         |